# اسنوبرد

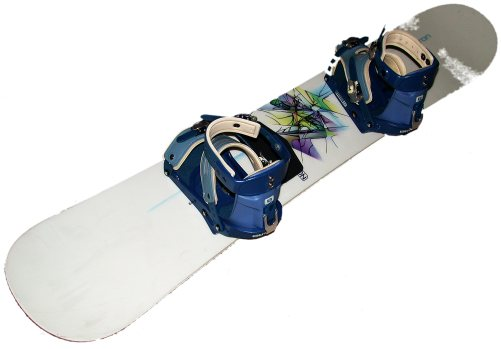
اسنوبرد با اتصالات نرم

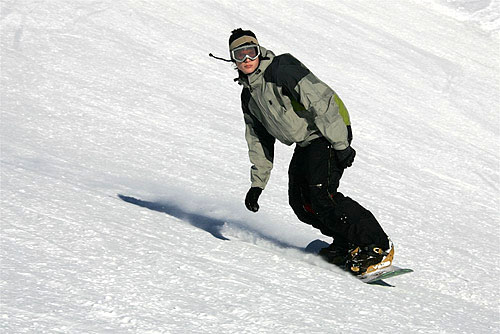
سر خوردن با اسنوبرد

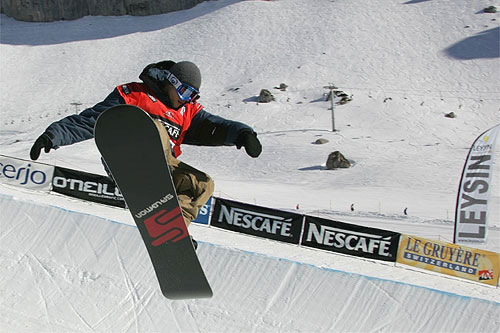
پریدن با اسنوبرد

اسنوبرد به تخته‌ای می‌گویند که به عنوان یک اسکی پهن به کار می‌رود. اسنوبردهای حرفه‌ای معمولاً همراه با وسایل جانبی شامل اتصال‌ها و بوت‌های مخصوص استفاده می‌شوند. اسنوبرد همچنین برای نامیدن ورزش و تفریح استفاده از این تخته‌ها برای سر خوردن بر روی برف نیز به کار می‌رود. این رشته ورزشی هم‌اکنون در چهار ماده مختلف در بازی‌های المپیک زمستانی دنبال می‌شود.